# Motori Moderni
Motori Moderni était une entreprise de conception et de construction de moteurs de Formule 1 italienne fondée par Piero Mancini. 
Les moteurs Motori Moderni, conçus par l'ingénieur italien Carlo Chiti, ont pris le départ de 44 Grands Prix de Formule 1 entre 1985 et 1987. Jamais les Motori Moderni n'ont permis à une écurie de marquer un point en championnat du monde, le meilleur résultat obtenu étant une 8e place décrochée à deux reprises par Pierluigi Martini sur Minardi M185 au Grand Prix d'Australie 1985 et par Andrea De Cesaris sur Minardi M186 au Grand Prix du Mexique 1986.
En 1990, Subaru prend le contrôle de 51 % des parts de l'écurie Coloni et souhaite s'engager en Formule 1. Comme Subaru n'est pas en mesure de développer un moteur de F1 dès l'entame du championnat, elle sous-traite un bloc à 12 cylindres à plat à Motori Moderni en attendant de développer son propre V12 pour le courant de la saison. À la suite des résultats désastreux de l'association Coloni-Subaru du début de saison, Subaru quitte la Formule 1 au bout de quelques Grands Prix.

## Motori Moderni
- Moteur engagé en 1985, 1986 et 1987.
- 6 cylindres en V turbocompressé.
- Cylindrée : 1 499 cm3.
- Régime moteur : 11 300 tr/min (1985), 12 000 tr/min (1986) puis 11 500 tr/min (1987).
- Puissance : 720 ch (1985), 780 ch (1986), 800 ch (1987).

## Subaru F12
- Moteur engagé en 1990.
- 12 cylindres à plat à 180°.
- 4 arbres à cames en tête.
- 5 soupapes par cylindres.
- Injection directe.
- Cylindrée : 3 500 cm3.
- Longueur : 668 mm.

## Écuries ayant couru avec un Motori Moderni
- Scuderia Minardi : 1985, 1986 et 1987
- AGS : 1986
- Coloni : 1990